# McCord (Oklahoma)
McCord es un lugar designado por el censo ubicado en el condado de Osage en el estado estadounidense de Oklahoma. En el Censo de 2010 tenía una población de 1440 habitantes y una densidad poblacional de 262,01 personas por km².

## Geografía
McCord se encuentra ubicado en las coordenadas 36°40′23″N 97°2′9″O / 36.67306, -97.03583. Según la Oficina del Censo de los Estados Unidos, McCord tiene una superficie total de 8.84 km², de la cual 11.33 km² corresponden a tierra firme y (0.29%) 0.03 km² es agua.

## Demografía
Según el censo de 2010, había 1440 personas residiendo en McCord. La densidad de población era de 262,01 hab./km². De los 1440 habitantes, McCord estaba compuesto por el 85.9% blancos, el 0.21% eran afroamericanos, el 6.32% eran amerindios, el 0.56% eran asiáticos, el 0% eran isleños del Pacífico, el 0.83% eran de otras razas y el 6.18% pertenecían a dos o más razas. Del total de la población el 3.68% eran hispanos o latinos de cualquier raza.